# Thom Tillis

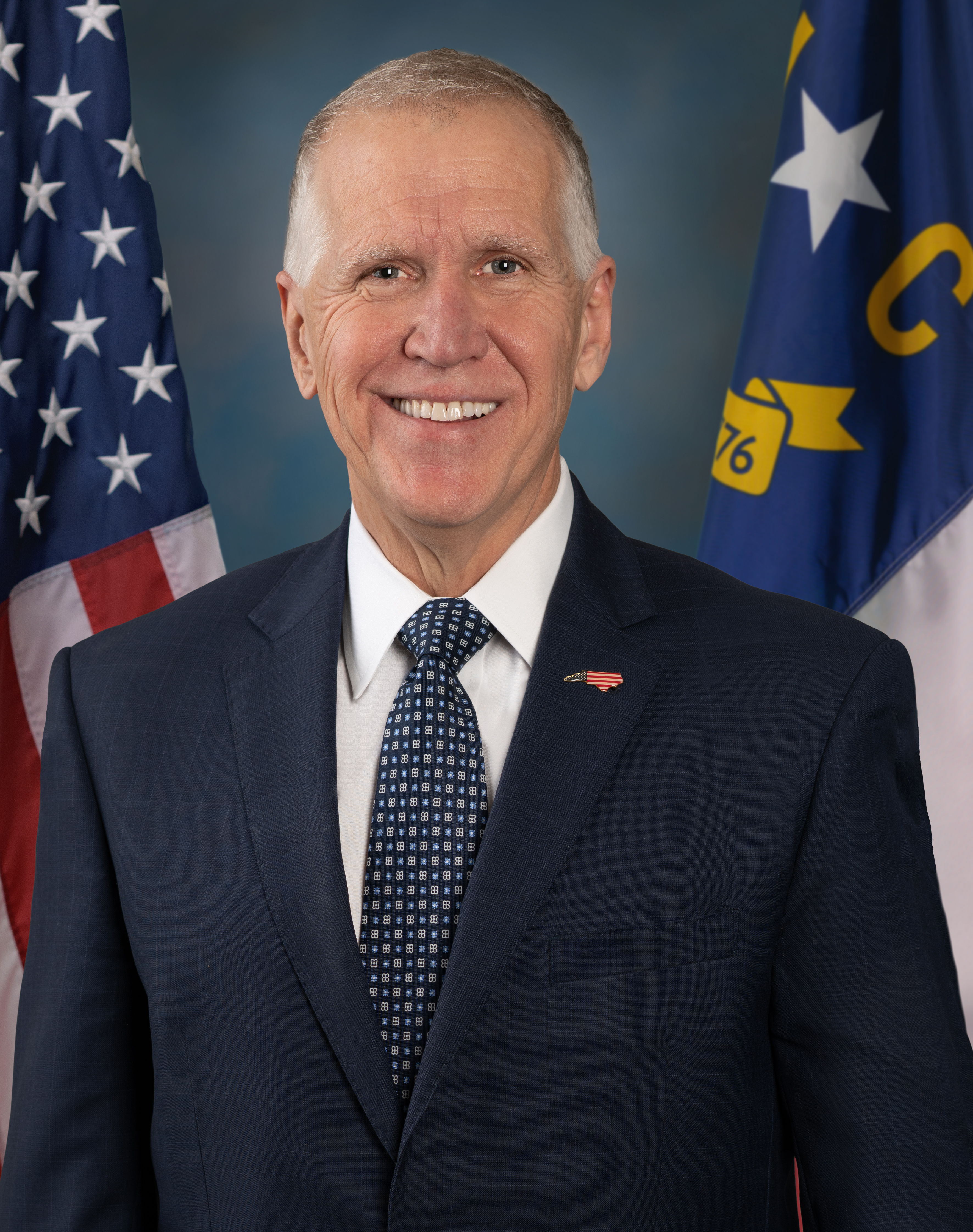
Thom Tillis (offizielles Porträtfoto, 2022)

Thomas Roland „Thom“ Tillis (* 30. August 1960 in Jacksonville, Florida) ist ein amerikanischer Politiker der Republikanischen Partei. Seit dem 3. Januar 2015 vertritt er den Bundesstaat North Carolina im US-Senat.

## Familie, Ausbildung und Beruf
Tillis ist das dritte von sechs Geschwistern und der erste Sohn von Thomas Raymond „Ray“ Tillis, eines technischen Zeichners für Bootsbau und Handwerkers, sowie der Hausfrau Margie Tillis. Sein Ur-urgroßvater Richard Tillis war ein Sklavenbesitzer, der mindestens acht Sklaven besaß. Die Familie litt unter Geldsorgen und zog häufig um, vor allem an der Golfküste, unter anderem zwischen Jacksonville (Florida), einer Vorstadt von New Orleans und Antioch (Tennessee), sodass Tillis zeitweilig jedes Jahr die Schule wechselte und in einer Wohnwagensiedlung lebte. Tillis wurde im letzten Jahr der Highschool in Antioch Schulsprecher und graduierte 1978. Daraufhin ging er zur United States Air Force, wurde aber nach einem schweren Autounfall ehrenvoll entlassen, bevor sein Dienst begonnen hatte. Tillis arbeitete zuerst in einem Aktenlager und bildete sich technologisch weiter. Ab 1981 arbeitete er in Chattanooga für die Aktenverwaltung eines Versicherungsunternehmens und zeichnete sich dabei aus, tausende Datensätze in einen frühen Großrechner einzugeben und zu organisieren. Seitdem arbeitete er für die Informationstechnologiebranche, unter anderem als Projektentwickler für Wang Global in Boston und Atlanta und später in einer Vorstadt von Washington, D.C., wo er für die Beratungsgesellschaft PricewaterhouseCoopers tätig war. In dieser Firma wurde Tillis 1996 Partner und schloss 1997 im Fernstudium das Chattanooga State Community College mit einem Bachelorgrad ab. Seine ab 2002 anschließende Tätigkeit bei IBM beendete er 2009, um sich auf seine politische Karriere zu konzentrieren.
Tillis und seine Frau Susan, die er Ende 1980 heiratete, haben einen Sohn und eine Tochter. Sie leben seit 1998 in Cornelius im Mecklenburg County, das zur Metropolregion von Charlotte gehört.

## Politische Laufbahn
Tillis, der Wandern und Mountainbiken als Freizeitbeschäftigungen angibt, setzte sich 2002 für die Einrichtung eines Mountainbike-Weges in seiner Heimatstadt ein und engagierte sich deshalb erstmals lokalpolitisch. 2003 wurde Tillis in den Stadtrat von Cornelius gewählt und gehörte diesem bis 2005 an. Von 2007 bis 2014 war er Mitglied im Staatsrepräsentantenhaus für den 98. Wahlbezirk, der den (republikanisch geprägten) nördlichen Teil des Mecklenburg County umfasst, nachdem er den Mandatsträger John W. Rhodes in der republikanischen Vorwahl mit 1805:1061 Stimmen geschlagen hatte; in der Hauptwahl und in den folgenden Wahlen blieb er ohne Gegenkandidaten. Seinem persönlichen und organisatorischen Einsatz wird der Sieg der Republikaner in der State Legislature North Carolinas 2010 zugeschrieben, bei dem sie erstmals seit 1870 wieder Mehrheiten in beiden Kammern erreichten. Tillis war Speaker des Parlaments ab Januar 2011 – als zweiter Republikaner seit dem Jahr 1900. Als solcher diente er häufig als Vermittler zwischen dem Gouverneur Pat McCrory und dem Vorsitzenden des Staatssenats, Phil Berger. Zugleich leitete Tillis, dem ansonsten ein pragmatischer, prozessorientierter Politikstil bescheinigt wird, einen politischen Rechtsruck in der Arbeit des Parlaments ein, der ihm vom konservativen American Legislative Exchange Council 2011 die Auszeichnung „Legislator of the Year“ (Gesetzgeber des Jahres) einbrachte.
Bei der Wahl am 4. November 2014 trat Tillis gegen die Demokratin Kay Hagan an, die bisher einen der beiden Sitze North Carolinas im US-Senat innegehabt hatte. Tillis galt als Favorit der Bundespartei und erhielt finanzielle Unterstützung auswärtiger Gruppen wie der republikanischen Super-PAC American Crossroads und der United States Chamber of Commerce. Er setzte sich mit 49 zu 47,3 Prozent der Stimmen gegen Hagan durch. Tillis übt sein Mandat seit dem 3. Januar 2015 aus und ist Mitglied in fünf Senatsausschüssen (Landwirtschaft, Streitkräfte, Justiz, Veteranenangelegenheiten und Alterung) sowie in insgesamt zehn Unterausschüssen.
Bei der Wahl am 3. November 2020 erhielt Tillis etwa 48,7 % der Stimmen und wurde damit für die Amtszeit bis zum 3. Januar 2027 wiedergewählt. Sein demokratischer Gegner Cal Cunningham erhielt etwa 47 % (Stand 15. November 2020 nach Auszählung von 98 % der Stimmen).
Am 29. Juni 2025 kündigte er an nicht zur Senatswahl 2026 anzutreten. Am selben Tag hatte er gegen die One Big Beautiful Bill zur Umsetzung der Agenda der zweiten Amtszeit Trumps, wegen vorgesehenen Einschnitten in Medicaid, gestimmt. Trump hatte angedroht bei den Vorwahlen Tillis' Herausforderer zu unterstützen.

## Positionen
Die Website OnTheIssues bezeichnet Tillis als „Hard-Core Conservative“. Insbesondere gesellschaftspolitisch zeigt sich Tillis konservativ, etwa bei der Ablehnung des Schwangerschaftsabbruchs (Pro-Life), der gleichgeschlechtlichen Ehe und von Einschränkungen des Waffenbesitzes, während er sich 2016 für die Todesstrafe bei Polizistenmördern einsetzte. Fiskalpolitisch steht Tillis für Austerität; er hat die Abschaffung des US-Bildungsministeriums gefordert, dessen Mitarbeiter überbezahlte Bürokraten seien. Dagegen fordert er eine Senkung der Einkommensteuern für Unternehmen und eine vollständige Abschaffung der Gesundheitsreform Obamacare. Er forderte auch Drogentests für Empfänger staatlicher Hilfsleistungen.
Tillis gilt als einer der Architekten der „konservativen Revolution“ in North Carolina, nachdem die Republikaner 2010 die Mehrheit in beiden Kammern des dortigen Staatssenats erobert hatten und, von der Tea-Party-Bewegung gestützt, deutliche Einschränkungen unter anderem beim Schwangerschaftsabbruch und beim Wahlrecht durchsetzten. Im Senat der Vereinigten Staaten blieb Tillis unter anderem bei der Unterstützung der republikanischen Steuerreform seiner Linie treu, sorgte aber durch überparteiliche Vorstöße und gemeinsame Gesetzentwürfe mit demokratischen Senatoren für Aufsehen, unter anderem durch den Vorschlag eines dauerhaften Aufenthaltsstatus derjenigen Einwanderer, die bereits als Kind in die USA gekommen waren („Dreamers“, siehe Deferred Action for Childhood Arrivals). Tillis hat sich durch seine einwanderungsfreundliche Politik einen Namen gemacht, die seinem generell unternehmensaffinen Kurs entspricht. Gemeinsam mit dem Demokraten Chris Coons brachte er einen Gesetzentwurf ein, um die Entlassung des Sonderermittlers Robert Mueller – der die russische Einflussnahme in den amerikanischen Wahlkampf 2016 und mögliche Kollusion durch Trumps Wahlkampfteam untersucht – zu erschweren. Laut FiveThirtyEight stimmt Tillis jedoch in den meisten Fällen den Ansichten Präsident Trumps entsprechend (Stand April 2018: 95,7 Prozent Übereinstimmung).